# São Jerônimo penitente no deserto
São Jerônimo penitente no deserto é uma pintura de Andrea Mantegna. A data de criação é 1449. A obra é do gênero arte sacra. Está localizada em Museu de Arte de São Paulo. Retrata Jerônimo.

## Descrição
A obra foi produzida com têmpera, painel. Suas medidas são: 51 centímetros de altura e 40 centímetros de largura.
Faz parte de Museu de Arte de São Paulo, Museu de Arte de São Paulo. O número de inventário é MASP.00015.